# سيدني جيبسون
سيدني جيبسون (بالإنجليزية: Sidney Gibson)‏ (20 مايو 1899 في المملكة المتحدة - 5 يوليو 1938 في المملكة المتحدة) هو لاعب كرة قدم بريطاني (وحمل سابقاً جنسية المملكة المتحدة لبريطانيا العظمى وأيرلندا) في مركز الهجوم. لعب مع شيفيلد يونايتد ونوتينغهام فورست ونادي كيترينغ تاون.